# سیارک ۱۶۷۲۰۸
سیارک ۱۶۷۲۰۸ (به انگلیسی: 167208 Lelekovice، نامگذاری:2003UN7) صد و شصت و هفت هزار و دویست و هشتمین سیارک کشف شده‌است که در ۱۷ اکتبر ۲۰۰۳ کشف شد.